# رحیم‌بردی دویشنبیف
رحیم‌بِردی سیداحمداُویچ دویشنبیف (به قرقیزی: Райимберди Сейдакматович Сейдакмат уулу Дуйшенбиев) (زاده ۱۱ دسامبر ۱۹۷۲) یک ژنرال قرقیزستانی است که از ۱۱ مه ۲۰۱۶ تا ۹ اکتبر ۲۰۲۰ به‌عنوان رئیس ستاد کل نیروهای مسلح جمهوری قرقیزستان خدمت کرد. وی همچنین فرمانده سابق سرویس مرزبانی دولتی قرقیزستان است.

## حرفه
او در اوایل دهه ۱۹۹۰ در آکادمی سرویس مرزی کمیته امنیت ملی تحصیل کرد و در سال ۲۰۰۷ از مؤسسه مرزی مسکو سرویس امنیت فدرال فدراسیون روسیه فارغ‌التحصیل شد. 
او در اوت ۲۰۱۱ به‌عنوان معاون رئیس سرویس مرزبانی دولتی منصوب شد. 
از نوامبر ۲۰۱۳ و تا فوریه ۲۰۱۴، او به‌عنوان کفیل رئیس سرویس مرزبانی دولتی خدمت کرد و در ۲۲ فوریه ۲۰۱۴، وی رسماً به سمت رئیس سرویس مرزبانی دولتی منصوب شد.
در ۱۱ مه ۲۰۱۶، با حکم رئیس‌جمهور الماس‌بیگ آتامبایف، وی به سمت رئیس ستاد کل نیروهای مسلح ارتقاء یافت.
در نوامبر ۲۰۱۸، دویشنبیف در زمان رسوایی مربوط به برادر کوچکتر سربازش، در کانون جنجال قرار گرفت و اتهامات رفتاری ویژه به‌دلیل وضعیت برادرش مطرح شد.
در اکتبر ۲۰۲۰، او به دلیل عکس‌العمل ناکارآمد نسبت به اعتراضات قرقیزستان در سال ۲۰۲۰ توسط رئیس‌جمهور سورنبای جینبکف از سمت رئیس ستاد کل برکنار و ژنرال تالای‌بیگ عمرعلی‌اف جایگزین او شد.